# Denise Paulme
Denise Paulme aussi nommée Denise Paulme Schaeffner, née le 4 mai 1909 à Paris et morte dans cette même ville le 14 février 1998, est une des premières ethnologues et anthropologues africanistes françaises. De par ses nombreux terrains d’enquête et ses écrits, elle a beaucoup contribué à l'enrichissement de la connaissance du monde africain. 

## Biographie
Denise Paulme s’oriente d’abord vers des études juridiques et se spécialise dans l’histoire du droit et l’étude du droit « primitif » tout en travaillant comme employée dactylographe. Curieuse, et finalement peu intéressée par le droit, c’est lorsqu’elle assiste à une conférence de Marcel Mauss, intitulée « Instructions d’ethnologie à l’usage des administrateurs coloniaux, missionnaires et explorateurs » qu’elle se passionne pour la discipline et s’inscrit à l’École pratique des hautes études. En parallèle, et sur conseil de son professeur Marcel Mauss, elle devient bénévole au Musée d'Ethnographie du Trocadéro, où elle rencontre Paul Rivet et Lévy-Bruhl. Tous deux la poussent à postuler pour l’obtention d’une bourse Rockefeller, qu’elle obtient et partage avec son amie linguiste Deborah Lifchitz qui sera arrêtée en 1943 à Paris et déportée à Auschwitz.
Ses premières enquêtes la conduisent en 1935 à Sanga (pays Dogon) en compagnie de Deborah Lifchitz, où elles réalisent plus de 9 mois de terrains, durée exceptionnelle pour un travail ethnologique. Avec son mari l'ethnomusicologue André Schaeffner et pour qui elle écrira Lettres de Sanga, elle séjourne en 1945 parmi les riziculteurs kissi de la Haute-Guinée française pour l’Institut français d’Afrique noire. En 1954, elle se rend chez les Bagas (Guinée française) et en 1958 chez les Bétés (Côte d'Ivoire). Elle a fait par la suite, seule, plusieurs séjours en Côte d'Ivoire. Elle est chargée du département d'Afrique Noire au musée de l'Homme de 1937 à 1961,  avec Michel Leiris,  et est élue directrice d’études à la VIe section de l’École pratique des hautes études en 1957, devenue École des hautes études en sciences sociales en 1975, puis, en 1967, responsable du comité technique d'anthropologie de l'ORSTOM (actuel IRD).
Outre ses livres monographiques, on lui doit des réflexions aujourd'hui classiques sur plusieurs institutions sociales, notamment le système des classes d'âge, ainsi que des travaux sur la situation des femmes dans les sociétés lignagères et sur l'interprétation des contes.  Ses travaux seront notamment repris de nombreuses fois et régulièrement publiés dans des revues telles que Revue de l’Histoire des Religions, Cahiers internationaux de sociologie ou encore Cahiers d'études africaines. Plus tard, elle fonde le Centre d’études africaines avec Paul Mercier et Gilles Sautter, où elle prend le soin particulier de créer un Centre de documentation consacré à l’histoire orale. La mort de son mari, en 1980, bouleverse considérablement sa carrière, les publications se faisant de moins en moins régulières, même si elle continue d’intervenir dans des colloques (notamment ceux de la Maison Suger). Elle décède le 14 février 1998, à l’âge de 89 ans,.

## Milieu familial
Étant jeune, elle vit en France avec sa tante maternelle. Pendant ce temps, ses parents vivent en Afrique. Ils reviendront en métropole lorsque Denise sera âgée de 10 ans.

## Travaux et domaines de recherche
Le début de sa carrière est marqué par sa passion pour la découverte de l’ethnographie. En s’appuyant sur ses notes de cours, elle publie en 1947 Manuel d’ethnographie, et rend hommage à son professeur Marcel Mauss. Sa première mission de terrain, qui se déroule chez les Dogon, est une révélation : c’est là qu’elle publie son ouvrage le plus célèbre, L’organisation sociale des Dogon. Son séjour lui permet d’affiner sa méthodologie, adoptant la rationalité de la collecte, la rigueur et le sens des détails et de l’observation. Créant une relation de confiance avec les Dogons, elle appréhende même de rentrer à Paris. Elle dénoncera plus tard, tout au long de sa carrière, les comportements des Blancs coloniaux, de qui elle se sent plus éloignée que les peuples qu’elle étudie. 
Dans sa seconde mission auprès des Kissi, elle s’attache à mettre en avant les croyances et la conception de l’au-delà de ce peuple, observations qu’elle résumera dans Les gens du riz. 
Son départ chez les Bété (Côte d'Ivoire) marquera particulièrement sa carrière. Dans Une société de Côte d’Ivoire, hier et aujourd’hui, les Bété, elle s’attache notamment à étudier les impacts de la culture d’exportation et l’arrivée d’étrangers sur le peuple, tout en montrant la persistance de rites traditionnels. 
Tout au long de sa carrière, elle montrera un intérêt particulier pour la situation des femmes dans les sociétés lignagères, tout en regrettant de ne pas avoir assez étudié leur rôle. Elle édite tout de même Femmes d’Afrique noire en 1960, considéré comme l’un des premiers grands ouvrages d’ethnologie, de par son analyse fine et son sujet peu documenté. De par ses expériences dans les musées, Denise Paulme réalise de nombreux travaux sur l’art africain (Les sculptures de l’Afrique noire ; Parures africaines ; L’art sculptural nègre), et accepte même de diriger la section Afrique du Musée des arts africains et océaniens (Porte Dorée). Elle essaiera même d’y exposer des artistes africains contemporains, sans succès. 
Elle s’intéresse aussi aux facteurs structurels d’organisation des sociétés, et édite en 1971 Classes et associations d’âge en Afrique de l’Ouest. Reprenant son intervention en 1969 à l’École des Hautes Études de Sciences Sociales (EHESS), ce livre naît de son questionnement sur l’âge comme critère d’organisation sociale. Enfin, thème grandissant dans la fin de sa carrière, Denise Paulme se passionne pour l'interprétation des contes. Elle publie en ce sens La mère dévorante. Essai sur la morphologie des contes africains. Dans ce livre en particulier, mais aussi dans l’ensemble de sa carrière, l’ethnologue cherchera à retrouver des analogies dans ses observations, malgré une diversité et pluralité apparentes. 

## Ouvrages
- Organisation sociale des Dogon (Soudan français), Paris, Domat-Montchrestien, 1940 (rééd. Jean-Michel Place, 1988).
- (éd.) Manuel d'ethnographie de Marcel Mauss, Paris, Payot, 1947.
- Les Gens du riz. Kissi de Haute-Guinée Française, Paris, Plon, 1954.
- (éd.), Femmes d’Afrique noire, Paris-La Haye, Mouton, 1960.
- Une société de Côte d’Ivoire hier et aujourd’hui. Les Bété, Paris-La Haye, Mouton, 1962.
- Les Sculptures de l'Afrique noire, Paris, Presses Universitaires de France, Paris, 1956.
- (éd.), Classes et associations d’âge en Afrique de l’Ouest, Paris, Plon, 1971.
- La Mère dévorante. Essai sur la morphologie des contes africains, Paris, Gallimard, 1976.
- La Statue du commandeur. Essais d’ethnologie, Paris, Le Sycomore, 1984.
- Lettres de Sanga à André Schaeffner, suivi des Lettres de Sanga de Deborah Lifchitz et Denise Paulme à Michel Leiris, Paris, Fourbis, 1992.
- Cendrillon en Afrique, Paris, Galaade éditions, 2007 (recueil posthume, préface de Françoise Héritier).
- Lettres de Sanga (avec Deborah Lifchitz), édition augmentée, présentée et annotée par Marianne Lemaire, Paris, CNRS Éditions, 2015.